# Look Mickey
Vous lisez un « bon article » labellisé en 2019.
Look Mickey ou Look Mickey! (en français, Regarde, Mickey !) est une huile sur toile de l'artiste américain Roy Lichtenstein achevée en 1961. L'artiste reprend une scène de Disney montrant Mickey Mouse et Donald Duck pendant une mésaventure à la pêche. Il apporte cependant d'importantes modifications par rapport à l'œuvre originale, notamment structurelles, par exemple dans l'agencement des couleurs et de la perspective.
S'appuyant sur des dessins de personnages de bandes dessinées dès la fin des années 1950, Roy Lichtenstein applique sa technique picturale particulière à la représentation de personnages appartenant à la culture populaire. Il veut ainsi faire une satire de la production en masse de l’imagerie visuelle de divertissement, qui est alors en plein essor. Cette forme de confrontation entre la peinture et l'art populaire commercial qui traverse le pop art des années 1960 existe toujours au XXIe siècle.
Ce tableau est considéré comme une transition entre ses œuvres d'expressionnisme abstrait et de pop art. Il est en effet le premier exemple de l'emploi, par le peintre, de points de trame ou points Benday, de phylactères et d'images humoristiques comme sources d'inspiration. Les critiques d'art considèrent la toile révolutionnaire, à la fois comme une progression du pop art et comme une œuvre d'art moderne en général. On la retrouve incluse dans son tableau de 1973, Artist's Studio—Look Mickey, qui la montre bien en vue sur un mur de l'atelier, ce qui démontre son importance pour l'artiste. Mais Look Mickey n'est présenté au grand public qu'à partir des années 1980 et, à la mort de Roy Lichtenstein en 1997, il est légué à la National Gallery of Art de Washington.

## Contexte
Roy Lichtenstein est d'abord influencé par le cubisme et l'expressionnisme abstrait. Il est l'un de ceux qui, à la fin des années 1950 et au début des années 1960 (en 1958 pour Lichtenstein), commencent à adapter l'imagerie et les motifs des bandes dessinées à leur travail. Andy Warhol crée ses premiers tableaux dans ce style en 1960. Lichtenstein, ignorant le travail de Warhol, réalise Look Mickey et Popeye en 1961. Les œuvres de 1961 de Lichtenstein, en particulier Look Mickey, sont cependant considérées à l'époque comme une évolution mineure par rapport à son pop art inspiré par la bande dessinée. Mais, pour Roy Lichtenstein, il s'agit d'une rupture et il explore ensuite différentes facettes du pop art, telles que l'utilisation de trames, technique d'impression des journaux à l'origine, et les hachures des graphistes.
Selon la Fondation Lichtenstein, Look Mickey est basé sur une image tirée d'un numéro de la série des Petits Livres d'or appartenant à ses enfants,. Une notice proposée par la National Gallery of Art abonde dans ce sens en indiquant que l'œuvre est adaptée du livre Donald Duck Lost and Found, le dessin original étant de Bob Grant et Bob Totten sur un scénario de Carl Buettner et publié par Golden Press en 1960. La découverte de l'origine précise de l'appropriation est probablement à mettre au crédit de David Barsalou, un professeur d'art qui s'était assigné, dès 1978, la mission de retrouver toutes les sources des œuvres de Roy Lichtenstein,. Une autre hypothèse est que Look Mickey et Popeye seraient des agrandissements d'emballages de chewing-gum. Mais cette version, pourtant plusieurs fois racontée par Roy Lichtenstein, est peu vraisemblable car les personnages de Disney n'étaient pas reproduits sur ce type de support à l'époque,.

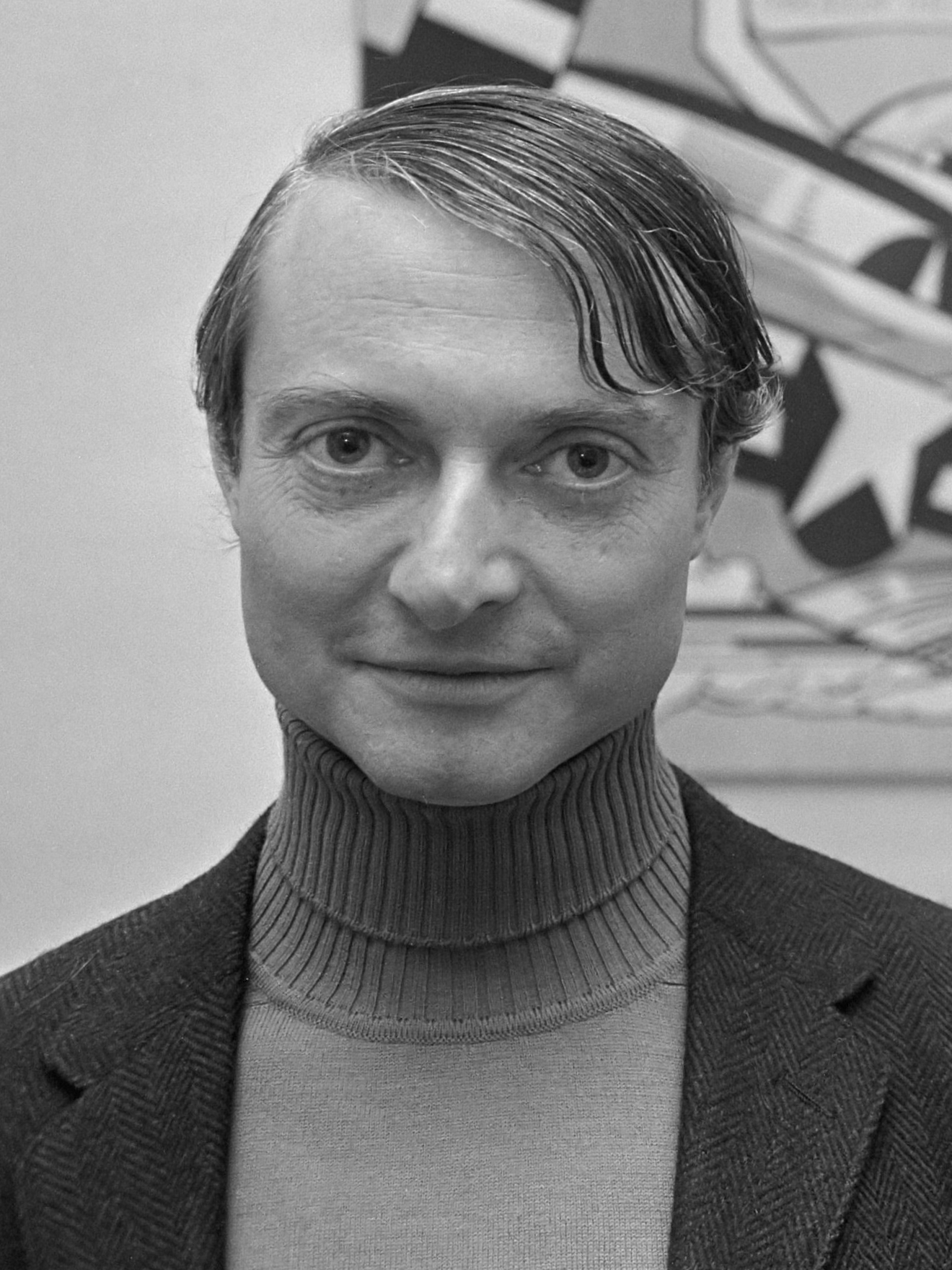
Roy Lichtenstein en 1967.

Plusieurs histoires évoquent ce qui a amené Lichtenstein à créer Look Mickey. Ainsi selon la critique Alice Goldfarb Marquis, l'artiste se souvient de l'un de ses fils qui lui montrait une bande dessinée et le défiait : « Je parie que tu ne peux pas peindre aussi bien que ça ». Une autre version est que cette peinture aurait été destinée à prouver ses capacités à son fils et à ses camarades de classe qui se seraient moqués de ses œuvres abstraites, difficiles à interpréter. Les historiens d'art notent également une anecdote rapportée par le peintre américain Allan Kaprow, alors professeur comme Roy Lichtenstein à l'université Rutgers. Les deux amis discutaient de la difficulté d'enseigner la couleur à leurs étudiants et Kaprow se souvient lui avoir dit « Tu ne peux pas enseigner la couleur à partir de Cézanne [à l'époque un des centres d'intérêt de Lichtenstein], tu peux seulement l'enseigner à partir de quelque-chose comme ça. » en désignant un emballage de chewing-gum illustré de marque Bazooka. Lichtenstein lui a alors demandé de le suivre dans son atelier et lui a montré en souriant un tableau abstrait où apparaissait Donald Duck. Peu de temps après, au printemps 1961, il peint Look Mickey.
Pendant sa « période bande-dessinée », Lichtenstein utilise souvent des couleurs légèrement différentes de celles des sources originales. Selon Marco Livingstone, ses premiers sujets de BD ont un « style libre et improvisé clairement dérivé de De Kooning ». L'historien d'art Jonathan Fineberg, décrivant une peinture de Roy Lichtenstein datant de 1960, emploie les termes de « tableau expressionniste abstrait incluant Mickey Mouse, lié stylistiquement aux Woman de Willem de Kooning ». Quant à Leo Castelli, lorsqu'il voit les œuvres de BD de Lichtenstein et de Warhol, il n'expose que celles de Lichtenstein, ce qui incite Warhol à créer la série Campbell's Soup Cans,. Warhol déclare : « Je dois faire quelque chose qui aura vraiment beaucoup d'impact, qui sera assez différent de Lichtenstein et James Rosenquist, qui sera très personnel, qui n'aura pas l'air de faire comme eux ». Finalement, la percée de Lichtenstein dans le thème de la bande dessinée conduit Warhol à abandonner ce sujet. Lichtenstein continue à travailler à partir de BD mais, après 1961, il évite les sources facilement identifiables comme Popeye et Mickey Mouse.
À l'automne 1961, Allan Kaprow présente Roy Lichenstein au marchand d'art Ivan Karp, directeur de la galerie Leo Castelli. Lichtenstein lui montre plusieurs tableaux mais pas Look Mickey. Impressionné par Girl with Ball, Karp décide alors d'organiser une exposition du peintre quelques semaines plus tard.

## Description
Le tableau représente Mickey vêtu d'une chemise rouge et Donald avec une vareuse bleu marine sur un ponton peint en jaune, en train de pêcher, chacun une canne à la main. Sur la gauche, Donald est penché vers l'eau, la canne à pêche levée, et dit à Mickey qui, lui, se tient droit : « Regarde, Mickey ! J'en ai ferré un gros ». Mais en réalité, l'hameçon de sa canne s'est pris dans l'arrière de sa vareuse, et le poids qu'il ressent au bout de sa canne est le sien. Mickey, qui a vu cela, met la main sur sa bouche pour cacher son sourire moqueur.
Cette réinterprétation par Lichtenstein d'une simple vignette comique est déjà, à l'époque de sa mort, considérée comme une œuvre révolutionnaire. C'est en effet l'une des premières œuvres non-expressionnistes de Lichtenstein, avec une BD comme matériau de base, et marque son premier emploi d'un phylactère et de points Benday, utilisés pour donner un effet de demi-teinte « industrielle »,.
Il m'est venu à l'esprit un jour de faire quelque chose qui ressemblerait à une illustration de bande dessinée sans utiliser les symboles de l'art de l'époque : la peinture épaisse et fine, la ligne calligraphique et tout ce qui était devenu la marque distinctive de la peinture dans les années 1940 et 1950. Je tracerais des traits qui rappelleraient une vraie bande dessinée.
L'œuvre a des marques de crayon visibles, elle est réalisée avec une brosse pour chien en fibres synthétiques. Lichtenstein simplifie l'illustration et lui donne les contours épais et les couleurs primaires des images de grande diffusion, lui conférant ainsi un aspect encore plus « pop ». Les points Benday permettent de produire une gamme de couleurs en utilisant des points de quelques couleurs pour donner l'illusion d'une palette plus large. Lichtenstein, étant peintre et non imprimeur en série, peut se passer de cette manipulation technique et obtenir ses tonalités de couleurs individuelles sans mélanger les teintes existantes. Il utilise donc directement la peinture correspondant à la teinte voulue.
Lichtenstein apporte aussi plusieurs modifications à l'œuvre originale : il élimine les éléments superflus et fait pivoter le quai de sorte que Donald regarde sur le côté plutôt que vers le bout du pont. Cependant, Donald et Mickey conservent presque la même position que dans l'original. Il redessine donc l'espace et modifie la position du corps de Donald avec sa canne à pêche pour un meilleur équilibre et efface les signes de stress et d'effort qui entourent le personnage dans l'illustration originale. Walt Disney dit, à propos de Donald Duck, qu'il est un sujet idéal pour un dessinateur : « Il a une grande bouche, un grand œil belliqueux, un cou tordu et un dos très souple ». La peinture de Lichtenstein reflète plusieurs de ces caractéristiques physiques. Comme autres modifications, Donald se penche plus en avant vers l'eau et Mickey est davantage en retrait. Le visage de Mickey est davantage rougeâtre, apparemment moins à cause de l'effort que de l'embarras et du fait qu'il se moque de Donald. La composition incorpore certaines des faiblesses propres à l'impression de bandes dessinées, notamment le désalignement de la jonction des contours des vagues avec le ciel jaune, qui donne naissance à une zone vide.

## Interprétation

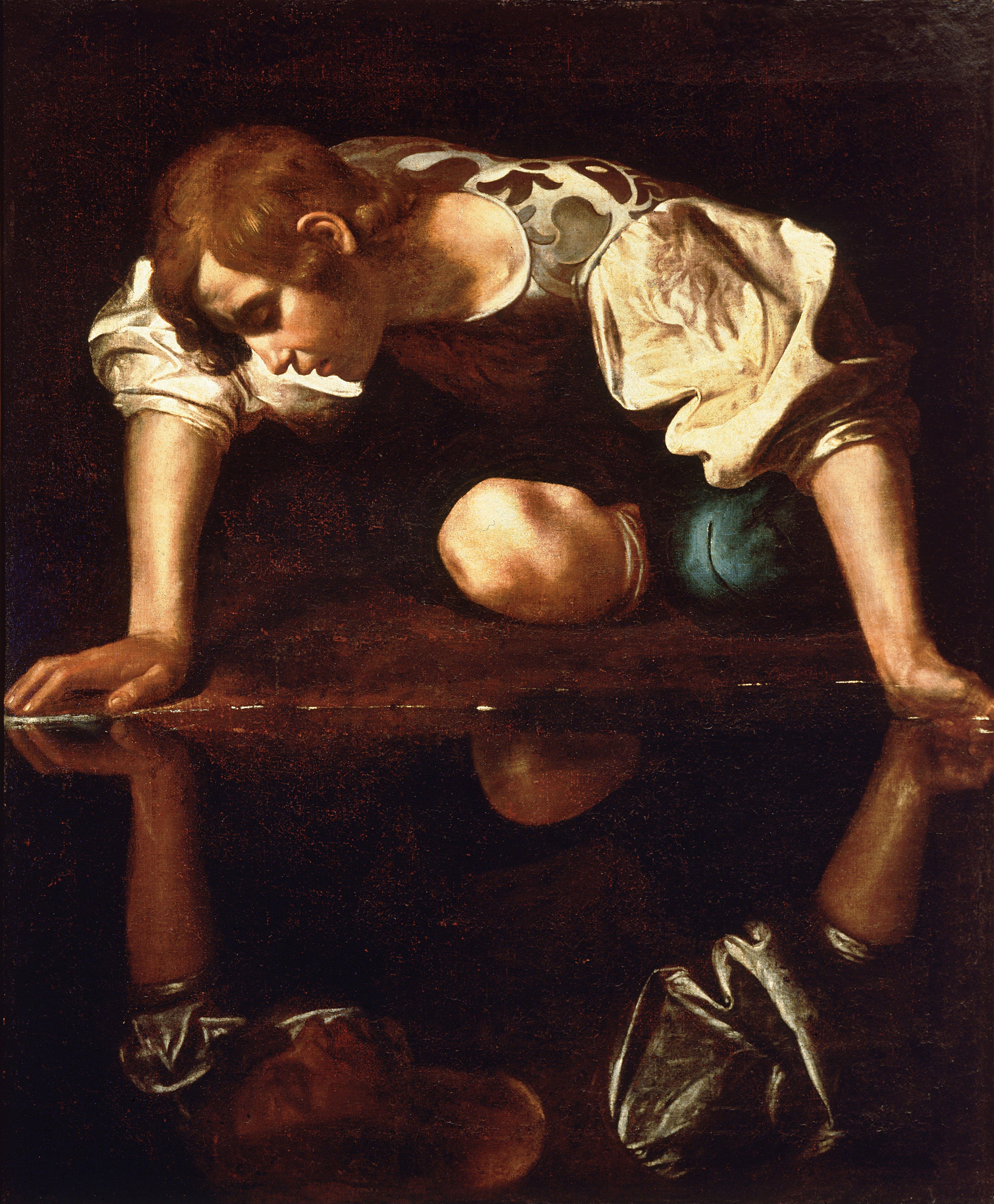
Pour l'historien d'art Graham Bader, Look Mickey fait penser à un autoportrait via la présence de la signature de l'artiste dans l'eau, rappelant Narcisse du Caravage.

La reproduction très agrandie d'une vignette de bande dessinée est à l'époque considérée comme une idée radicale et les critiques applaudissent le caractère ludique, l'humour et l'irrévérence de l'œuvre. Ainsi, pour Diane Waldman, du musée Solomon R. Guggenheim, « Mickey est une grande comédie et entre dans la catégorie du burlesque ». Dans la notice nécrologique de Roy Lichtenstein, Christopher Knight, critique du Los Angeles Times, renchérit en décrivant l'œuvre comme « un riff hilarant sur l'expressionnisme abstrait »,.
Les légères modifications apportées par Lichtenstein à son « trait dépouillé et à sa couleur », écrit le peintre et historien d'art Eric Shanes, ajoutent à sa valeur esthétique, renforcée aussi par le choix de l'échelle. Dans la notice qu'il lui consacre, le centre Pompidou précise que « l'intervention de l'artiste est à peine perceptible tant elle va dans le sens de l'efficacité de l'image : elle ne consiste pas à ajouter des éléments mais bien au contraire à en retirer ». Une erreur commune au sujet de Lichtenstein vient du fait que dans ses travaux les plus connus, son approche méticuleuse de la peinture est volontairement masquée par son désir de faire apparaître ses peintures comme des clichés, des figures de la pop culture industrielle produite en fac-similés, donc artificielles. Graham Bader écrit en ce sens que « la peinture de Lichtenstein apparaît davantage comme le produit d'une fabrication industrielle que l'image de magazine sur laquelle elle est fondée ».
Bader observe que Look Mickey concerne à la fois le processus artistique et les nouvelles techniques de peinture de Lichtenstein. Selon lui, c'est une sorte d'autoportrait en ce sens qu'il « place explicitement le créateur du tableau au centre de la circularité narcissique ». C'est également une autoréférence dans le sens où l'artiste y dévoile des éléments de lui-même. Le tableau montre Donald regardant dans l'eau, qui réfléchit la signature bleue « RFL » de Lichtenstein, « comme une sorte de substitut du créateur de l'image », d'une manière qui rappelle le Narcisse du Caravage, dans lequel le sujet fixe son propre reflet. Look Mickey est interprété comme étant une représentation de la position de Lichtenstein en tant qu'artiste qui développe l'art expressionniste abstrait. De ce point de vue, Mickey est le surmoi moderniste de l'artiste, qui rit de ses efforts vains.
Lichtenstein utilise des points Benday rouges pour colorer le visage de Mickey qui, d'après des critiques d'art, donnent l'impression que le personnage rougit. Mais on pourrait penser que la coloration est simplement la pigmentation de la peau ou que c'est la couleur associée à une « bonne mine », Mickey étant historiquement considéré comme ayant une peau et non de la fourrure. Une autre interprétation — appuyée par la source originale dans laquelle Mickey dit que si Donald peut attraper le poisson, il peut le prendre pour le déjeuner — est que le visage de Mickey est rouge en raison de l'effort nécessaire pour contenir son incrédulité et ses rires alors qu'il s'amuse de sa supériorité. L'hypothèse du rougissement est confortée par la répartition inégale des points rouges, mais Lichtenstein maîtrisait encore mal les points Benday à cette date. Ce n'est qu'en 1963 qu'il met au point la technique du pochoir (c'est-à-dire la méthode consistant à appliquer la peinture liquide sur la surface au travers d'un écran percé de petits trous) pour présenter des points uniformément répartis.
C'est précisément cette tension — entre sensation accrue et engourdissement absolu, exubérance corporelle et atténuation de l'expérience sensorielle — qui anime Look Mickey.
Graham Bader note aussi le contraste entre la perception visuelle de Donald, intensifiée par l'espoir de voir son poisson, et son sens du toucher, qui ne l'informe pas que l'hameçon est accroché à sa vareuse. Il interprète le Donald de Lichtenstein comme un modèle de la séparation des sens, entre expérience sensorielle et engourdissement. Ce qui divise la vision et le toucher dans Look Mickey, c'est le texte : la canne à pêche passe au-dessus de la tête du personnage et traverse le phylactère contenant les mots qu'il emploie pour accrocher son hameçon au pan arrière de sa vareuse.
La vision est un thème souvent exploré par Lichtenstein dans ses toiles de pop art, par exemple I Can See the Whole Room… and There's Nobody in It! (littéralement, « Je vois toute la pièce… et personne ne s'y trouve ! »), un autre tableau peint en 1961. Dans Look Mickey, les yeux agrandis de Donald indiquent qu'il croit avoir attrapé quelque chose de gros, alors que les petits yeux de Mickey indiquent son incrédulité. À l'instar des œuvres de Lichtenstein mettant en scène des sujets regardant à travers un périscope (Torpedo…Los!), un miroir (Girl in Mirror) ou un judas (I Can See the Whole Room… and There's Nobody in It!), Look Mickey, avec un personnage regardant son reflet dans l'eau, constitue un exemple clair de cette thématique, renforcé par la narration.

## Appropriation: plagiat ou créativité?
Les œuvres de Lichtenstein, construites par appropriation sur le modèle de Look Mickey, sont régulièrement accusées d'être des plagiats. En 1962, le critique d'art Max Kozloff, assistant à son exposition de 1962, fulmine en parlant des délinquants qui envahissent les galeries d'art. En 1963, William Overgard, un auteur de bande dessinée, et Erle Loran, un peintre et historien d'art, l'accusent de plagiat lors de son exposition parisienne. La critique ne s'adresse pas nécessairement à ce tableau précis, mais à ceux bâtis sur le même modèle, puisqu'à l'époque, l'origine de la source d'inspiration de Look Mickey n'était pas connue, Lichtenstein n'ayant pas cité le créateur d'origine de Lost and Found. Par la suite, lors d'une rétrospective au centre national d'art et de culture Georges-Pompidou (Beaubourg) en 2013, les mêmes types de critiques reviennent. Pour Dave Gibbons, scénariste de comics, « Une grande partie du matériel de Lichtenstein est si proche de l'original qu'il a en réalité une énorme dette envers l'artiste original ».
Toutefois, parmi les critiques professionnels et historiens d'art actuels, un consensus se dégage pour considérer que ce type d'œuvre possède des qualités créatives. Harold Rosenberg considère que la différence entre l’image originale et le tableau de Lichtenstein réside dans la finalité recherchée par l’artiste, à savoir l'idée d'exposer l’œuvre dans un musée. L'historien d'art Didier Dauphin, s'appuyant sur d'autres critiques, souligne entre autres le changement d'échelle et le travail de recomposition dans ces œuvres du pop art, Alastair Sooke reprend les mêmes arguments à propos de Whaam!, un autre tableau de Lichtenstein, tandis que l'auteur de la présentation à l'exposition de Beaubourg en 2013 insiste sur la complexité du travail préparatoire, « le long processus de simplification, recadrage, re-colorisation de l’image ».

## Postérité
Look Mickey est absent de la première exposition personnelle de Roy Lichtenstein qui se déroule à la galerie Leo Castelli du 10 février au 3 mars 1962,, où sont proposées ses premières œuvres pop telles que Engagement Ring, Blam et The Refrigerator qui sont toutes vendues et lancent sa carrière. Plus tard, Look Mickey est inclus comme élément du décor dans le tableau Artist's Studio—Look Mickey peint en 1973. Il le montre accroché bien en vue sur le mur de cet endroit qui se veut l'atelier idéal, laissant ainsi entendre que sa popularité auprès des critiques et du public justifie a posteriori son choix de sujets de culture populaire.
Plusieurs années plus tard, Roy Lichtenstein revient sur Look Mickey :

« L'idée de faire [une peinture de bande dessinée] sans altération apparente m'est venue à l'esprit… et j'en ai fait une pour me faire une idée de ce à quoi ça pourrait ressembler. Et pendant que je peignais, j'ai voulu l'organiser comme un tableau et j'ai atteint une sorte d'énoncé esthétique définitif, ce que je n'avais pas vraiment l'intention de faire au départ. Ensuite, je suis vraiment retourné à mon autre genre de peinture, qui était plutôt abstraite. Ou du moins, j'ai essayé. Mais j'avais cette toile de la bande dessinée dans mon atelier qui était un peu trop impressionnante. Je n'arrivais pas à la quitter des yeux, ça m'empêchait de peindre autrement, j'ai donc décidé que c'était vraiment sérieux… Je dirais que je l'ai gardée sur mon chevalet pendant une semaine. Je voulais juste voir à quoi ça ressemblait. J'ai essayé d'en faire une œuvre d'art. Mon objectif n'était pas de faire une simple copie. Je me suis rendu compte que c'était vraiment plus frappant, tout simplement. »

Le tableau est exposé dans les musées à partir de 1982,. Il est finalement légué à la National Gallery of Art de Washington après la mort de Lichtenstein en 1997, à la suite d'un engagement pris en 1990 en l'honneur du cinquantième anniversaire de l'institution. Depuis, il demeure dans la collection de la galerie.